# Хук (одежда)

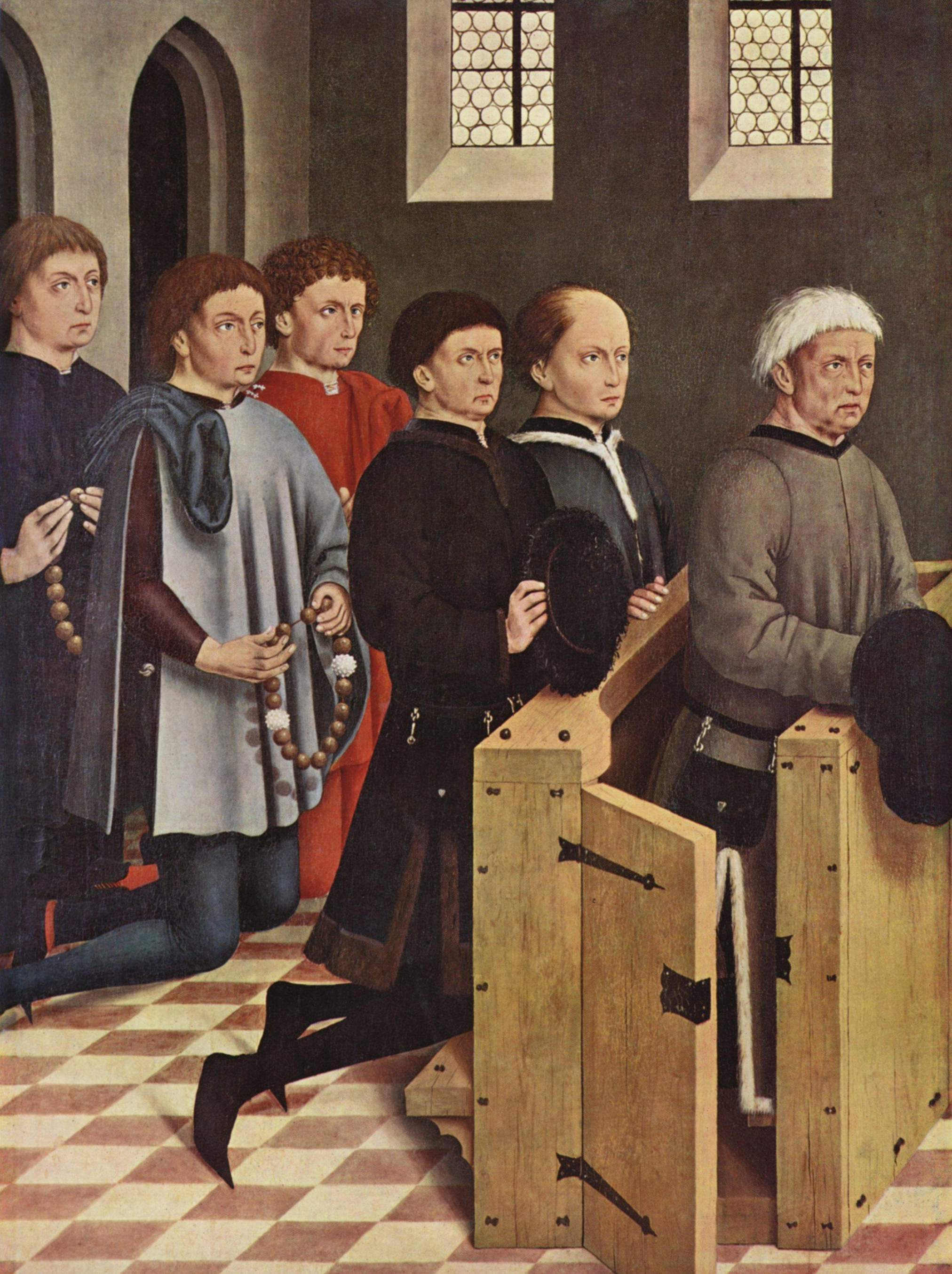
Фридрих Херлин. «Донатор Якоб Фуксарт и его сыновья.» (Ретабло главного престола церкви Св. Георга в Нёрдлингене, внешняя сторона левого крыла.) Молодой человек слева одет в серую короткую накидку — хук

Хук (фр. huque) — накидка, отороченная мехом. По всей видимости, напрямую происходит от римской накидки — пенулы, в XIII веке была частью женского костюма, в XIV-XV веках — мужского. Хук пришел во Францию из Италии, употреблялся также в Нидерландах, где назывался hoeque, и в Англии под именем huke. Швейцарская разновидность, известная под именем huk, представляла собой плащ с капюшоном — «худом».
Хук изначально представлял собой прямоугольное полотно с отверстием для головы, без пуговиц или застёжек. Половина его закрывала спину, вторая половина спускалась вперёд; длина хука обычно была до половины бедра. Изготовлялся из шерсти или камки, мог расшиваться золотом и оторачиваться мехом. Также иногда украшался гербом сеньора — в последнем случае мог выступать в качестве ливреи и носился герольдами и слугами.
В военном обиходе составлял часть костюма лучника, надевался поверх кольчуги или бригантины.
Позднее превратился в куртку с пышными рукавами, широкими и присобранными у манжеты.

## Интересные факты
Хук был частью костюма Жанны д’Арк, и его ношение было среди прочего поставлено ей в вину на Руанском процессе. Хук, по воспоминаниям очевидцев, был «зелёного и алого цветов» — то есть соответствовал геральдическим цветам орлеанского дома. Английский летописец с негодованием отмечал, что пленная Жанна была одета «в костюм, противный законам божиим и человеческим — хук, отороченный мехом и расшитый золотом, открытый с обеих сторон».